# Nykarleby Centralantennandelslag
Nykarleby Centralantennandelslag är ett andelslag som distribuerar Kabel-TV i Finland. Företaget har sitt säte i Nykarleby i Österbotten.

## Historia
Nykarleby Centralantennandelslag är ett av Finlands äldsta centralantennandelslag. Man påbörjade sin verksamhet i november 1969. Uppe i vattentornet i Nykarleby riggade man upp antenner för att ta emot fyra TV-kanaler. Signalen gick sedan vidare via ett lokalt kabel-TV-nät. Syftet med centralantennen var att få bättre mottagning av program från Sveriges Television (se artikeln Rikssvensk TV i Finland).
När Nykarleby Centralantennandelslag började med detta projekt fick man genast kritik från Rundradion (Yle). En av de dåvarande cheferna, Matti Anderzén, menade att "det blir så dyrt att bygga ett dylikt antennsystem att det inte går att förverkliga utan reklamfinansiering".
Medierna tycks ha intresserat sig för projektet med centralantennen. Redaktör Karl Sahlgren gjorde ett nyhetsinslag om det hela för TV-programmet Från dag till dag, som dock stoppades av Rundradions ledning. "Vi är inte intresserade av att uppmärksamma en rent kommersiell sak", sade programdirektör Christoffer Schildt i ett uttalande för Radiobladet.
Senare gjorde man ett program där man försökte påtala de negativa aspekterna med centralantennen. Trots kritiken gick projektet vidare, och i december 1969 grundades Nykarleby Centralantennandelslag.  Det gjordes ett flersidigt reportage i den finskspråkiga veckotidningen Apu om projektet, där man förundrade sig över "hur en så liten stad som Nykarleby, med gatunamn enbart på svenska, kan ha tillgång till fyra stycken TV-kanaler. Ingen annan ort i Finland har så stort utbud".

## Lokal-TV
Sedan 1972 producerar man den lokala TV-kanalen NY-TV.